# Вестье, Мари-Николь
Мари-Николь Вестье, также Мари-Николь Дюмон (фр. Marie-Nicole Vestier, Marie-Nicole Dumont; 1767, Париж — 1846, там же) — французская художница-портретистка, дочь Антуана Вестье, жена Франсуа Дюмона.

## Биография и творчество
Мари-Николь Вестье родилась в 1767 году в Париже. Её отцом был известный французский художник-портретист Антуан Вестье. В 1789 году она вышла замуж за миниатюриста Франсуа Дюмона. Возможно, в 1790-х годах она работала в мастерской Дюмона вместе с его братьями Лораном и Тони.

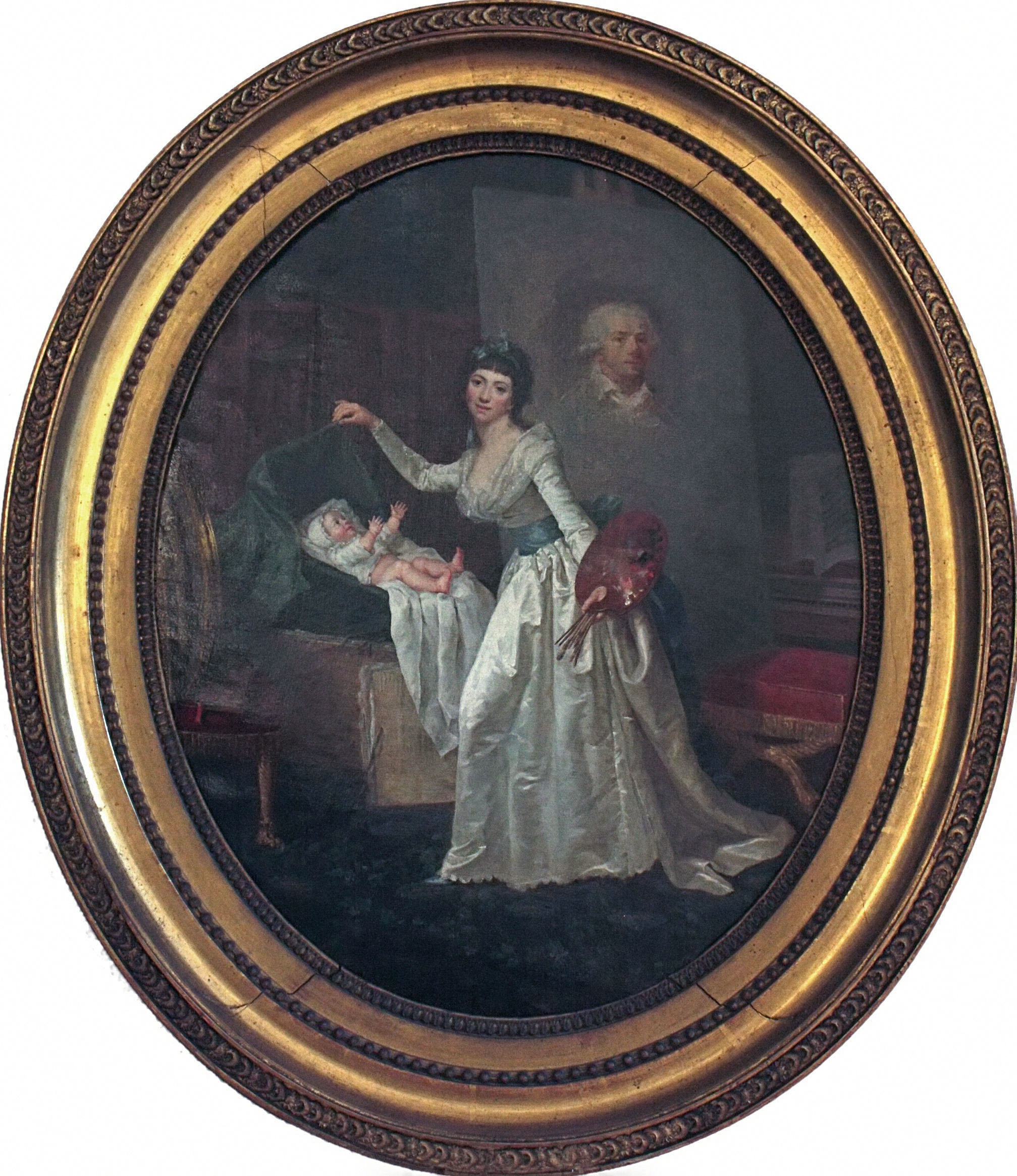
Художница за своими занятиями. Ок. 1791

Антуан Вестье неоднократно писал портреты дочери. На портрете 1783 года (ныне в Национальной галерее Шотландии) она изображена смотрящей прямо на зрителя, словно только что оторвала взгляд от книги, которую держит в руке. Интересен другой портрет Мари-Николь, написанный в 1785 году, на котором она представлена пишущей, в свою очередь, портрет отца.
В настоящее время известно лишь небольшое количество работ самой Мари-Николь, хотя, по всей видимости, она была талантливой портретисткой. В 2017 году её автопортрет «Художница за своими занятиями» (фр. L'Auteur à ses occupations) был приобретён Музеем Французской революции в Визие. На этом автопортрете, выставлявшемся в Салоне 1793 года, Мари-Николь изобразила себя в двойной роли матери и художницы: с палитрой и кистями в руке она стоит у кроватки младенца (картина написана вскоре после рождения её второго сына Антуана).
Вероятно, после рождения остальных детей Мари-Николь перестала заниматься живописью. Она умерла в Париже в 1846 году.